# Romanal
Le romanal est un projet de langue auxiliaire internationale présenté par Alfred Michaux en 1909.

## Contexte

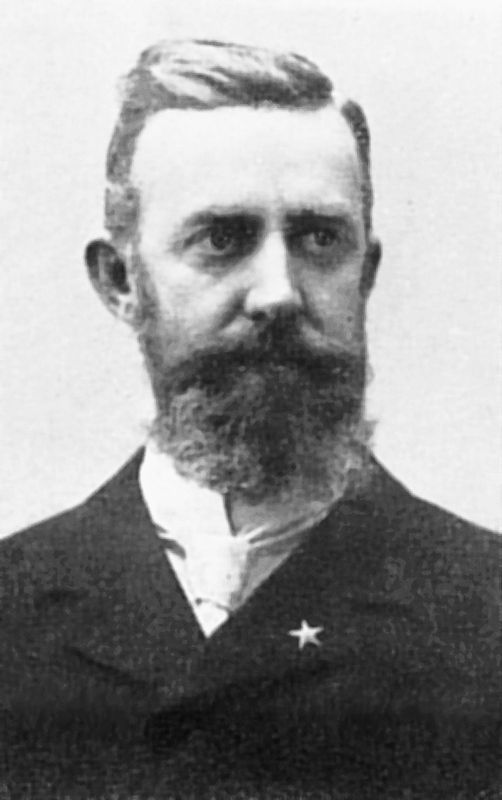
Alfred Michaux, créateur du romanal.

Au début du XXe siècle, l'un des problèmes qui se posent aux cercles scientifiques et intellectuels du monde entier est celui de la communication internationale. En effet, l'absence de langue véhiculaire universelle à cette époque (le latin a perdu de son influence et l'anglais ne s'est pas encore imposé comme langue internationale) rend difficile les échanges entre ressortissants de différents pays. Dans ce contexte, de nombreux intellectuels construisent et promeuvent des langues auxiliaires internationales, comme le volapük de Johann Martin Schleyer ou l'espéranto de Louis-Lazare Zamenhof : 116 projets linguistiques sont ainsi présentés entre 1880 et 1914.
L'un de ces projets est le latino sine flexione, sorte de latin simplifié proposé par le mathématicien italien Giuseppe Peano en 1903 et régi par son Academia pro Interlingua, qui regroupe de nombreux mathématiciens et intellectuels. Parmi ceux-ci figure Alfred Michaux, de Boulogne-sur-Mer. Également espérantiste, puis idiste, il a l'idée de combiner l'internationalité des racines latines du latino sine flexione et la régularité de la grammaire de l'espéranto : sous le pseudonyme d'A. M. Boningue, il publie son projet en 1909 dans une brochure intitulée Romanal - metode de international lingue.

## Alphabet et prononciation
Le romanal utilise l'alphabet latin et la prononciation du latin classique telle qu'elle est reconstituée au début du XXe siècle.
| Lettre        | A a | B b | C c | D d | E e | F f | G g | H h      | I i       | J j      | K k  | L l | M m  |
| ------------- | --- | --- | --- | --- | --- | --- | --- | -------- | --------- | -------- | ---- | --- | ---- |
| Prononciation | [a] | [b] | [k] | [d] | [e] | [f] | [ɡ] | [h]      | [i], [ j] | [ j]     | [k]  | [l] | [m]  |
| Lettre        | N n | O o | P p | Q q | R r | S s | T t | U u      | V v       | W w      | X x  | Y y | Z z  |
| Prononciation | [n] | [o] | [p] | [k] | [r] | [s] | [t] | [u], [w] | [v]       | [v], [w] | [ks] | [ə] | [t͡s] |

## Grammaire

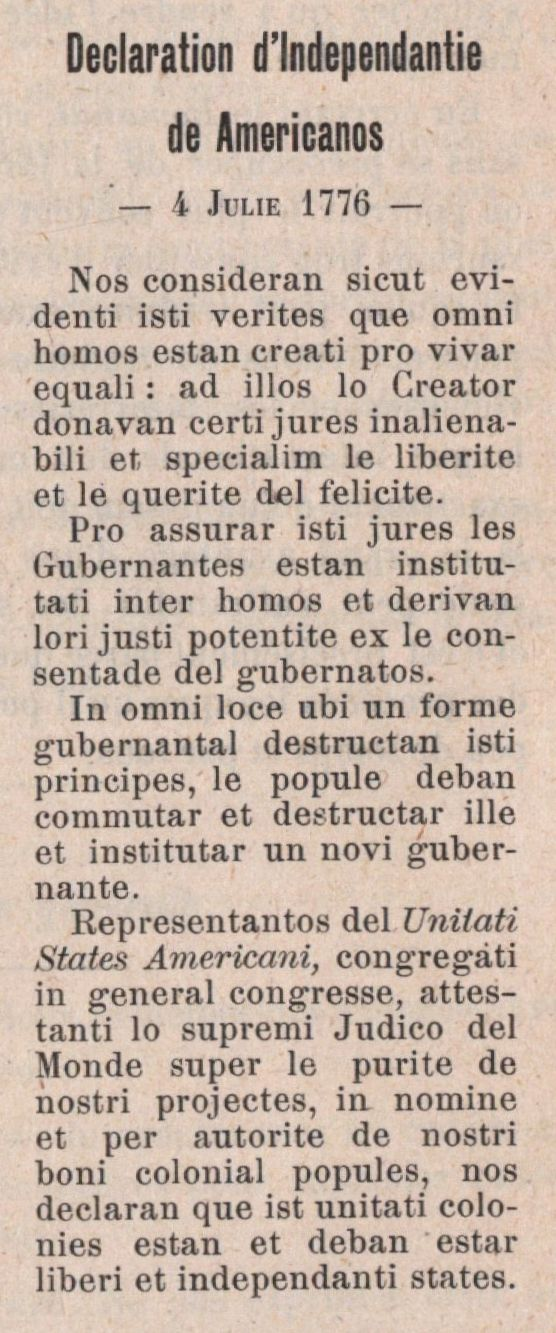
Traduction d'un extrait de la Déclaration d'indépendance des États-Unis en romanal, 1917.

La grammaire de la langue de Michaux se veut simple et pratique : selon son auteur, elle « ne comporte que quelques règles invariables qu'on pourrait apprendre en une journée ».
Les pronoms personnels sont :
- me (« je, me moi »)
- te (« tu, te toi »)
- il (« il, elle, lui »)— qui se décline selon le genre en illo (masculin), illa (féminin) et ille (neutre) —
- nos (« nous »)
- vos (« vous »)
- illos, illas, illes (« ils, elles »).
- S'y ajoutent les pronoms réfléchi se (« se, soi »), indéfini on (« on ») et neutre indéterminé id (« ceci, cela »).

D'autres mots peuvent également servir de pronoms dans deux cas : la phrase comporte deux interlocuteurs de la troisième personne du singulier, auquel cas le premier est noté par le pronom personnel il (éventuellement avec suffixe de genre) et le second par le démonstratif ist (illo dican ad isto, « il lui dit ») ; ou bien un mot de la troisième personne du singulier occupe la fonction de COD, et peut alors être remplacé par l'article de genre lo, la, le, comme en français (me avan le libre et me lecteran le, « j'ai le livre et je le lirai »).
Les noms n'ont pas de genre grammatical autre que leur genre naturel, à savoir masculin pour les animaux et personnes de sexe masculin, féminin pour les animaux et personnes de sexe féminin, et neutre pour les objets inanimés, les abstractions et les personnes ou animaux de sexe non spécifié,. 
Tout nom se termine par la désinence vocalique propre à son genre naturel, à savoir -o pour les noms masculins, -a pour les noms féminins et -e pour les noms neutres : on a ainsi accidente (« accident »), acte (« acte »), anime (« âme »), vespe (« guêpe »), mais filio, filia (« fils, fille »), asino, asina (« âne, ânesse »), cavalo, cavala (« cheval, jument »)… Cependant, certains noms intrinsèquement associés à un sexe spécifique n'ont pas besoin de voir leur genre spécifié et conservent par défaut la finale -e : matre (« mère »), patre (« père »), sorore (« sœur »), etc. En outre, il est inutile d'assigner un genre à un nom s'il est déjà précédé d'un déterminant genré : ainsi a-t-on lo doctore (« le docteur ») et la doctore (« la doctoresse »), respectivement équivalents à doctoro et doctora.
La marque du pluriel est -s : le artes et le scienties (« les arts et les sciences »). Comme en anglais, elle ne s'applique qu'aux noms et non aux adjectifs, qui restent invariables et se terminent tous par la finale -i : boni (« bon »), beli (« beau »), sani (« sain »), grandi (« grand »)… Lorsque l'adjectif précède immédiatement le nom, cette terminaison -i peut être supprimée s'il n'y a pas de risque de confusion et si le mot reste prononçable : ainsi peut-on avoir bel, bon, fertil, fidel, etc., mais pas dign ou omn, par exemple. 
Cette règle s'applique également à certains déterminants, qui sont considérés comme des adjectifs lorsqu'ils « ne servent qu'à modifier l'étendue sans déterminer le genre et le nombre du substantif » : article défini li (li libre, « le livre » ; li libres, « les livres » — dont je parle) ; article indéfini i (i libre, « un livre quelconque », i libres, « des livres ») ; adjectif numéral uni (uni libre, « un livre, unique livre »).
Tous les autres déterminants, que Michaux appelle déterminatifs, sont, eux, variables en genre et en nombre et prennent différentes finales caractéristiques en fonction du nom qu'ils accompagnent :
- -e, -es pour le neutre (objets inanimés)
- -a, -as pour les êtres féminins
- -o, -os pour les êtres masculins
- -u, -us pour les êtres de sexe non précisé et les ensembles comprenant des êtres masculins et féminins[17].

Ainsi a-t-on notamment les articles définis lo, la, le, et indéfinis o, a, e : lo patre (« le père »), la sorore (« la sœur »), as sorores (« des sœurs »), e fertili terre (« une terre fertile »), las felici matres (« les heureuses mères »), auxquels il faut rajouter lu et u que l'on utilise lorsque l'on ne précise pas le sexe d'un être ou lorsque les sexes sont mélangés : lus doctores (« les docteurs des deux sexes »), u serpente (« un serpent »). 
Ces transformations s'appliquent également au démonstratif ist, aux possessifs mio, tio, sio, nostro, vostro et loro, ainsi qu'à quelques autres déterminants comme multi (« beaucoup »), pluri (« plusieurs ») ou nuli (« nul »).
Les cas sont notés par des prépositions, qui, comme en latino sine flexione, remplacent les déclinaisons latines : 
- de marque la possession et l'appartenance (génitif), comme dans libre de Petro (« livre de Pierre »)
- ad marque la destination et l'attribution (datif), comme dans donar ad pauperos (« donner aux pauvres ») ou ad London vadar (« aller à Londres »)
- em marque le COD[Note 3] (accusatif), comme dans em proximos auxiliar (« aider le prochain ») ou amore em Deo (« amour envers Dieu »)[20]
- da marque le complément du verbe passif (ablatif), comme dans da Deo estar amat (« être aimé de Dieu »).

Ces quatre prépositions peuvent se contracter avec l'article li pour donner del, al, el et dal : le libre del amore (« le livre de l'amour »), el urbe nos videran (« nous verrons la ville »).
Les verbes se conjuguent régulièrement à plusieurs modes : 
- l'infinitif, de terminaison -ar
- l'indicatif, de terminaison -an aux temps principaux (présent, passé, futur) et -en aux temps secondaires (imparfait, plus-que-parfait)
- le participe, de terminaison -ant (actif/présent) ou -at (passif/passé)
- l'impératif-subjonctif, de terminaison -ad
- le conditionnel, de terminaison -in[22].

Au sein de ces modes, Michaux distingue des temps, marqués par l'intercalation des syllabes av (passé) et er (futur) entre le radical du verbe et sa terminaison de mode : me aman (« j'aime »), me amavan (« j'aimai »), me ameran (« j'aimerai »), me amen (« j'aimais »), me amaven (« j'avais aimé »), me amarin (« j'aimerais »)… 
En dehors de ces terminaisons, le verbe reste invariable, le sujet étant indiqué par un pronom : me estan (« je suis »), te estan (« tu es »), illo estan (« il est »), etc., tandis que la voix passive est obtenue en combinant l'auxiliaire estar conjugué avec le participe passé du verbe : me estan amat (« je suis aimé »).

## Lexique
Le romanal possède trois sortes de mots : les mots invariables (prépositions, conjonctions, adverbes), dérivés du latin ; les mots simples, qui sont les radicaux nominaux et verbaux ; et les mots dérivés, formés à partir des mots simples par adjonction d'un autre radical ou d'affixes de manière simple et systématique. Le romanal a donc peu de racines, car un grand nombre de mots peuvent être construits à l'aide d'affixes de façon schématique, ce qui permet une certaine régularité : ainsi, les suites de mots œil, yeux, oculaire et lièvre, hase, levraut, irrégulières en français, sont-elles régularisées en ocule, ocules, oculal et leporo, lepora, leporello, d'autant plus compréhensibles que les affixes ont toujours un sens précis : -ade note l'action (scriptade, action d'écrire ; coronade, couronnement) ; -age note le résultat d'une action (brossage, résultat d'un brossage) ; -al forme un adjectif à partir d'un nom indéclinable (nation donne national, orient donne oriental) ; -ite note la qualité (national donne nationalite, fertil donne fertilite)…
Les radicaux sont « anglo-latins », c'est-à-dire qu'ils sont issus du « latin tel qu'il vit en anglais ». À la suite de Giuseppe Peano et de son latino sine flexione, Michaux estime en effet que les mots « internationaux », ceux communs aux principales langues d'Europe, sont le plus souvent latins ou anglais, et sont même généralement communs à ces deux langues. Par ailleurs, ils sont en général mieux préservés en anglais qu'en français, par exemple (le latin acutus est conservé dans l'anglais acute alors que son descendant français, aigu, est peu reconnaissable), d'où l'idée de faire dériver le vocabulaire romanal des radicaux anglais d'origine latine. Ce processus conduit à extraire les racines en privilégiant les noms et les participes passés, ces formes étant considérées comme les plus fécondes : par exemple, le verbe latin abducere (« emmener »), de participe passé abductum, donne la racine anglo-latine abduct, qui est également présente en français dans le nom abduction, d'où l'internationalité du radical. L'élément duct sert alors pour tous les dérivés (abduct, conduct, induct, deduct…). 
Par cette méthode, Michaux construit une langue se voulant apte à « traduire exactement et logiquement la pensée », guidée par deux principes fondamentaux inspirés des travaux de Ferdinand de Saussure : « introduire tous les radicaux, affixes et terminaisons nécessaires pour exprimer l'idée clairement et complètement », et « ne pas exprimer deux ou plusieurs fois la même idée dans le même mot et ne pas introduire dans le mot des idées qui ne doivent pas y être contenues ».

## Échantillon
| Romanal | Français | Latin |
| --- | --- | --- |
| Patro nostri, qui est en cieles, Sanctificat estas nomine tui ; Advenias regne tui ; Fias volite tui, Sicut en ciele, et en terre. Il pane nostri quotidiani das ad nos hodie ; Et dimittas nostri debites, Sicut et nus dimitta debitantos nostri ; Et ne nos inducas en tentatione, Sed liberas nos ex male. | Notre père qui es aux Cieux Que ton nom soit sanctifié ; Que ton règne vienne ; Que ta volonté soit faite Sur la terre comme au ciel. Donne-nous aujourd'hui notre pain de ce jour ; Pardonne-nous nos offenses, Comme nous pardonnons aussi à ceux qui nous ont offensés ; Et ne nous laisse pas entrer en tentation, Mais délivre-nous du mal. | Pater noster qui es in cælis, Sanctificetur nomen tuum ; Adveniat regnum tuum ; Fiat voluntas tua Sicut in cælo et in terra. Panem nostrum quotidianum da nobis hodie, Et dimitte nobis debita nostra, Sicut et nos dimittimus debitoribus nostris ; Et ne nos inducas in tentationem, Sed libera nos ab malo. |